# Marcel Otte

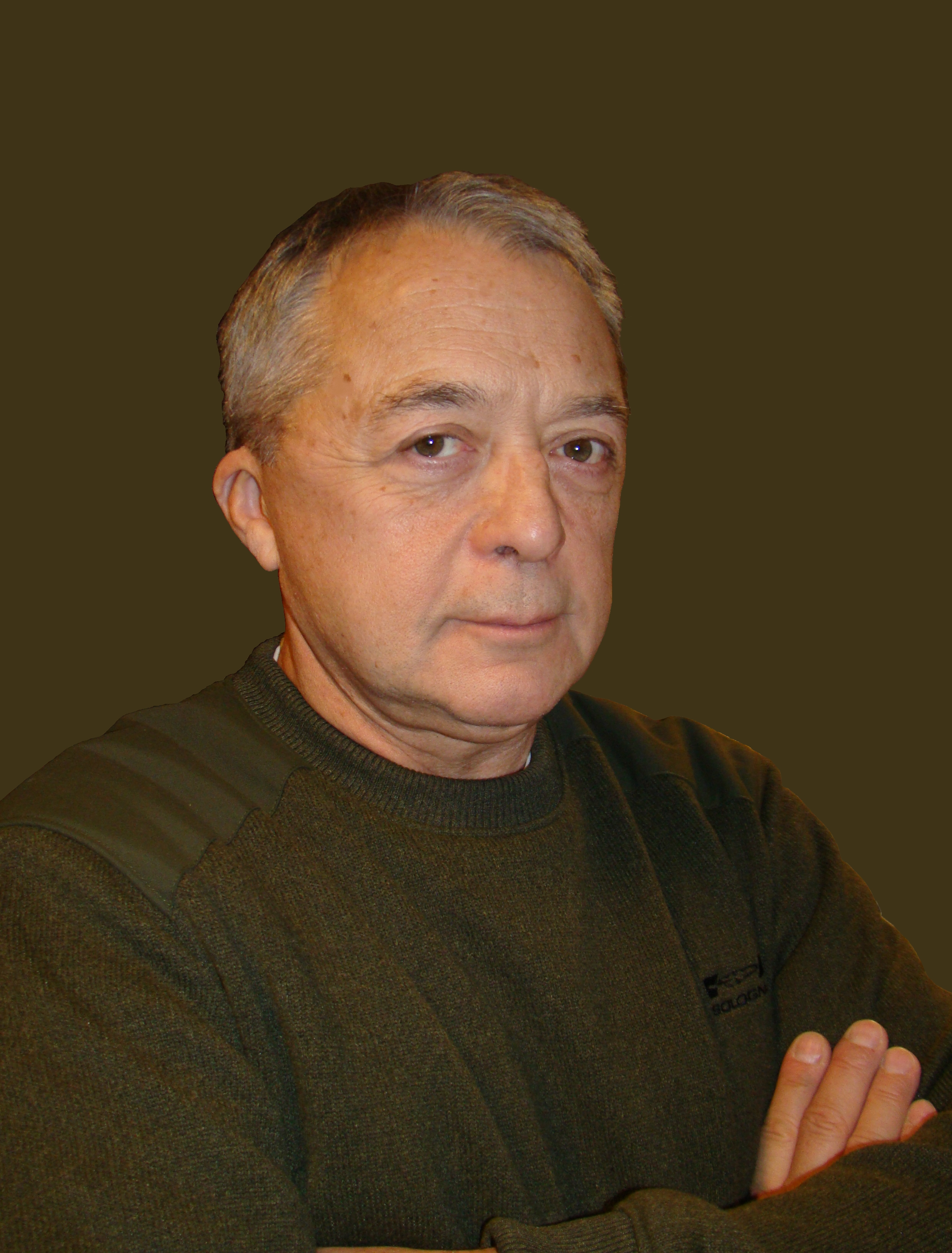
Marcel Otte, 2013

Marcel Otte (* 5. Oktober 1948) ist ein belgischer Prähistoriker und Professor für Vorgeschichte an der Universität Lüttich in Belgien. Sein Schwerpunkt liegt auf dem Jungpaläolithikum Europas, Nordafrikas, Anatoliens und Westsibiriens; dabei brachte er verstärkt belgische Fundstätten in die Debatten ein.
Otte schloss 1970 sein Studium der Kunstgeschichte und Archäologie (Histoire de l’Art et Archéologie) ab und wurde 1976 in derselben Fächerkombination promoviert. Er wurde Direktor des Lütticher Centre de recherches archéologiques, des Centre de recherches sur les civilisations du Paléolithique supérieur européen und des Musée de Préhistoire. Seit 1992 leitet Marcel Otte zudem die Fachzeitschrift L’Anthropologie und gab die Comptes rendus de l’Académie des sciences heraus (Palevol). Außerdem ist er Präsident der Association Scientifique Liégeoise pour la Recherche Archéologique.

## Werke (Auswahl)
- Étude archéologique et historique sur le château médièval de Saive, Centre belge d’histoire rurale, Lüttich 1973.
- La préhistoire à travers les collections du Musée Curtius de Liège Wahle, Lüttich 1978.
- Le paléolithique supérieur ancien en Belgique, Musées Royaux d’art et d’histoire Brussels, Brüssel 1979.
- Le Gravettien en Europe centrale, De Tempel, Brügge 1981.
- mit Jean-Marie Degbomont: Sondages à Marche-les-Dames : Grotte de la princesse, 1976, Universität Lüttich 1981.
- Préhistoire des religions, Masson, Paris 1993.
- Le paléolithique inférieur et moyen en Europe, A Colin, Paris 1996.
- mit Lawrence Straus: La grotte du Bois Laiterie : Recolonisation magdalénienne de la Belgique, Universität Lüttich 1997.
- mit Denis Vialou, Patrick Plumet: La préhistoire, Paris 1999.
- Les origines de la pensée. Archéologie de la conscience, Mardaga, Sprimont 2001.
- mit Mireille David-Elbiali, Christiane Eluère, Jean-Pierre Mohen: La protohistoire, Brüssel 2002.
- Recherches sur le paléolithique supérieur, Hedges, Oxford 2003.
- Cro Magnon. Aux origines de notre humanité, Perrin, 2008.
- La préhistoire, Brüssel 2009³.
- (Hrsg.): Les Aurignaciens, Éditions Errances, 2010.
- À l’aube spirituelle de l’humanité. Une nouvelle approche de la préhistoire, Odile Jacob, Paris 2012.
- mit Pierre Noiret: Méthodes archéologiques, De Boeck Supérieur, 2013.
- (Hrsg.): Les Gravettiens, Éditions Errances, 2013.
- Universalité des signes graphiques, L’Harmattan, Paris 2015.
- mit Francesco Benozzo: Speaking Australopithecus. A New Theory on the Origins of Human Language, Edizioni dell’Orso, 2016.
- L’Audace de Sapiens. Comment l’humanité s’est constituée, Odile Jacob, Paris 2018.